# 복사초등학교
복사초등학교는 대한민국 경기도 부천시 소사구에 있는 공립 초등학교이다.

## 학교 연혁
- 1988. 02. 06 복사초등학교 설립인가
- 1989. 09. 01 복사초등학교 개교(26학급), 초대 임승길 교장 부임
- 1991. 09. 01 제2대 유춘원 교장 부임
- 1994. 09. 01 제3대 김인환 교장 부임
- 1996. 03. 01 복사초등학교로 개명
- 1997. 05. 17 학교 급식 실시
- 1998. 03. 01 제4대 윤중신 교장 부임, 경기도 교육청 시범학교 지정
- 1999. 03. 08 병설 유치원 개원
- 1999. 09. 01 제5대 리택영 교장 부임
- 1999. 09. 20 시범 학교 교육 평가 발표
- 2001. 03. 01 경기도 교육청 지정 교육과정 연구 학교
- 2002. 04. 01 교가 가사 정정(소래산을 할미산으로)
- 2002. 10. 16 도지정 교육과정 연구학교 발표
- 2003. 02. 17 유치원 제4회 졸업식(27명)
- 2003. 02. 18 제13회 졸업식(130명 총계 2426명)
- 2003. 03. 01 경기도부천교육청 지정 교육과정 시범학교( ~ 2005. 2. 28)
- 2003. 03. 01 초등학교 17학급 유치원 1학급 편성
- 2003. 09. 01 제6대 남동희 교장 부임
- 2003. 11. 11 교원 연구실 정비
- 2004. 01. 15 시설 관리 기자재 창고 신축
- 2004. 02. 13 제14회 졸업식
- 2004. 03. 01 경기도교육청지정 모델학교 중심장학 협의회
- 2004. 03. 02 19학급 편성, 유치원 1학급 편성
- 2004. 05. 11 교사수목이식 및 운동장 정비
- 2004. 06. 20 학교 방송시설 정비
- 2004. 08. 11 현관 및 복도 도색
- 2005. 03. 01 20학급 편성, 유치원 1학급 편성, 경기도 부천교육청지정 자율장학 시범학교 지정
- 2006. 02. 17 제16회 졸업식
- 2006. 03. 01 17학급 편성, 유치원 1학급 편성, 제7대 김 영 희 교장 부임
- 2007. 02. 16 제17회 졸업식
- 2008. 03. 03 15학급, 1특수학급, 1유치원 편성
- 2008. 09. 10 화장실 신축 공사
- 2009. 03. 01 14학급, 특수학급 1, 유치원 1 편성, 제 8대 강주석 교장 취임
- 2009. 08. 27 과학실 리모델링
- 2010. 02. 11 제20회 졸업식
- 2011. 03. 01 11학급, 특수학급 1, 유치원 1 편성, 제 9대 장경봉 교장 취임
- 2012. 02. 14 제22회 졸업식
- 2012. 03. 01 10학급, 특수학급1, 유치원1 편성
- 2012. 09. 01 제10대 안경애 교장 취임
- 2013. 02. 15 제23회 졸업식
- 2013. 03. 01 10학급, 특수학급 1, 유치원1 편성
- 2013. 03. 01 미래학교 지정 운영(2013.03.01~2015.02.28, 2년간)
- 2014. 02. 14 제24회 졸업(39명, 계3,605명)
- 2014. 03. 01 혁신학교 준비교 지정
- 2014. 03. 01 10학급, 특수학급1, 유치원1 편성(학급당 25명 기준으로 편성)
- 2015. 02. 13 제25회 졸업(26명, 계3,631명)
- 2015. 03. 01 제11대 문영화 교장 부임
- 2015. 03. 01 10학급, 특수학급1, 유치원1 편성(학급당 25명 기준으로 편성)

## 참고 자료
- 복사초등학교 - 한국교육학술정보원 학교알리미